# Srđan Mijailović
Srđan Mijailović (Požega, 10 de noviembre de 1993) es un futbolista serbio que juega en la demarcación de centrocampista para el Al-Wasl F. C. de la UAE Pro League.

## Selección nacional
Tras jugar con las categorías inferiores de la selección, finalmente el 31 de mayo de 2012 hizo su debut con la selección de Serbia en un partido amistoso contra Francia que finalizó con un resultado de 2-0 a favor del combinado francés tras los goles de Franck Ribéry y Florent Malouda.

### Participaciones en Eurocopas
| Copa          | Sede     | Resultado    | Partidos | Goles |
| ------------- | -------- | ------------ | -------- | ----- |
| Eurocopa 2024 | Alemania | Primera fase | 1        | 0     |

## Clubes
| Club                      | País                   | Año       | Partidos | Goles |
| ------------------------- | ---------------------- | --------- | -------- | ----- |
| Estrella Roja de Belgrado | Serbia                 | 2010-2013 | 69       | 0     |
| Kayserispor               | Turquía                | 2013-2017 | 102      | 4     |
| PFC Krylia Sovetov Samara | Rusia                  | 2017-2020 | 74       | 4     |
| FK Čukarički              | Serbia                 | 2020-2022 | 63       | 3     |
| Estrella Roja de Belgrado | Serbia                 | 2022-2024 | 69       | 2     |
| Al-Wasl F. C.             | Emiratos Árabes Unidos | 2024-     |          |       |

## Palmarés

### Títulos nacionales
| Título              | Club                      | País   | Año  |
| ------------------- | ------------------------- | ------ | ---- |
| Copa de Serbia      | Estrella Roja de Belgrado | Serbia | 2012 |
| Superliga de Serbia | Estrella Roja de Belgrado | Serbia | 2023 |
| Copa de Serbia      | Estrella Roja de Belgrado | Serbia | 2023 |
| Superliga de Serbia | Estrella Roja de Belgrado | Serbia | 2024 |
| Copa de Serbia      | Estrella Roja de Belgrado | Serbia | 2024 |